# Chiến tranh Metz
Chiến tranh Metz hay Chiến tranh của Bốn Lãnh chúa là một cuộc xung đột phong kiến tàn phá khu vực xung quanh Metz từ năm 1324 đến 1326. Trong cuộc vây hãm Metz vào năm 1324, các khẩu súng thần công có lẽ lần đầu tiên được đem ra sử dụng ở Tây Âu.
Trải qua hàng loạt vụ tranh chấp với thành phố Metz và số nợ ngày càng tăng mà giai cấp tư sản đang mắc phải, Vua Johann của Bohemia, hoàng thúc Baldwin, Tổng Giám mục Trier, Bá tước Edward I xứ Bar, và Công tước Friedrich IV xứ Lorraine đã hợp sức tạo thành một liên minh nhằm đánh chiếm thành phố bằng vũ lực. Cuộc chiến xảy ra chủ yếu thông qua việc chiếm hữu đất đai và các nghĩa vụ, không phải lúc nào cũng được được tôn trọng bởi những thị dân là chư hầu của các lãnh chúa của họ. Các khoản nợ mà thị dân còn nợ rất nhiều và đa dạng bao gồm:
- Tiền chuộc của công tước xứ Lorraine trả cho Ludwig xứ Bayern sau khi ông này bị bắt làm tù binh từ sau trận đánh Mühldorf năm 1322
- Tiền chuộc của bá tước xứ Bar trả cho Friedrich IV xứ Lorraine sau khi ông này bị bắt làm tù binh từ sau một trận chiến ở gần Nancy năm 1313
- Khoản vay 50.000 bảng Anh cho Heinrich VII, cha của vua Bohemia, để tài trợ cho nỗ lực vận động thành công ngôi vị Hoàng đế La Mã Thần thánh
- Khoản tiền chi trả cho việc đóng quân trong thành phố của bá tước xứ Bar trong một cuộc chiến với Giám mục Verdun

Sau hai năm rối loạn, Giáo hoàng John XXII đã từ chối hỗ trợ tài chính và bốn vị vương công đều buộc phải đi đến thỏa thuận với cư dân thành Metz. Hòa bình được lập lại vào ngày 3 tháng 3 năm 1326 và hai bên ký kết một hiệp ước với tên gọi là "Hòa bình Cá Trích", vì Metz đang phụ thuộc vào nguồn cung cá trích làm thức ăn trong khi các lãnh chúa phong tỏa tuyến đường thương mại sắp tới. Các cuộc đàm phán đã diễn ra tại Pont-à-Mousson. Thị dân trong thành phố cam kết sẽ không thiết lập chợ búa trên thái ấp của các lãnh chúa nếu không được sự đồng ý của họ.